# Euphorbia nubica
Euphorbia nubica är en törelväxtart som beskrevs av Nicholas Edward Brown. Euphorbia nubica ingår i släktet törlar, och familjen törelväxter. Inga underarter finns listade i Catalogue of Life.